# 蓬日博
蓬日博（法語：Pontgibaud，法語發音：[pɔ̃ʒibo]）是法国多姆山省的一个市镇，位于该省西北部，属于里永区。

## 地理
蓬日博（45°49'57"N, 2°51'3"E）面积4.59 平方千米，位于法国奥弗涅-罗讷-阿尔卑斯大区多姆山省，该省份为法国中南部省份，北起阿列省接壤，东临卢瓦尔省，南至上盧瓦爾省和康塔爾省，西接科雷兹省和克勒兹省。
与蓬日博接壤的市镇（或旧市镇、城区）包括：圣乌尔斯、布罗蒙拉莫特、圣皮埃尔-勒沙斯泰勒。

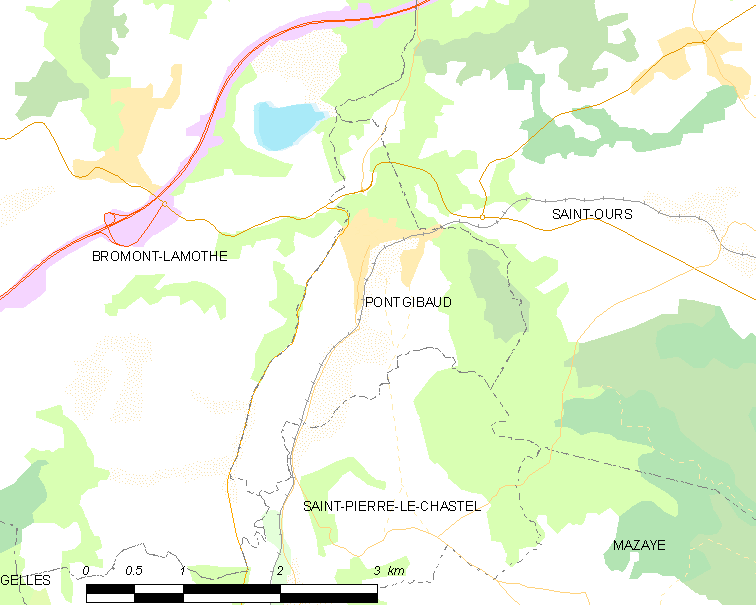
蓬日博的OSM定位图

蓬日博的时区为UTC+01:00、UTC+02:00（夏令时）。

## 行政
蓬日博的邮政编码为63230，INSEE市镇编码为63285。

## 政治
蓬日博所属的省级选区为圣乌尔斯县。

## 人口

1962-2008年间蓬日博人口变化图示

蓬日博于2022年1月1日时的人口数量为715人。